# Pour Djamila
Pour Djamila est un téléfilm français réalisé par Caroline Huppert et diffusé pour la première fois le 20 mars 2012 sur France 3. Il est inspiré de l'histoire vraie de Djamila Boupacha.

## Synopsis
Le film est raconté du point de vue de Gisèle Halimi (Marina Hands) et ponctué par sa voix off.
Djamila Boupacha (Hafsia Herzi) est une musulmane de 22 ans qui vit chez ses parents à Alger alors colonie française, durant la Guerre d'Algérie. Elle est arrêtée en février 1960 pour avoir posé une bombe (désamorcée à temps) dans un café. Son interrogatoire donne lieu à des actes de torture par des militaires qui la battent, la soumettent à la gégène, au supplice de la baignoire et la violent. Sous la torture, Djamila avoue des faits qu'elle n'a pas commis .
Contactée, l'avocate Gisèle Halimi accepte de la défendre, obtient le renvoi du procès puis son dépaysement en France. Elle parvient à mettre en place un comité de soutien présidé par Simone de Beauvoir, qui alerte l'opinion publique, et à faire de ce procès celui de la torture, officiellement niée par l'armée et le gouvernement français. Elle ne peut empêcher en juin 1961 la condamnation à mort de Djamila, qui clame son militantisme pour l'indépendance en même temps que son innocence dans le projet d'attentat. Elle sera amnistiée et libérée de prison en avril 1962, en application des accords d'Évian.

## Fiche technique
- Réalisation et scénario : Caroline Huppert
- Pays :  France
- Production : Laurence Bachman
- Musique : Mathieu Lamboley
- Photographie : Bruno Privat
- Montage : Aurique Delannoy
- Décors : Régis Nicolino
- Costumes : Sophie Dussaud
- Durée : 103 minutes

## Distribution
- Marina Hands : Gisèle Halimi
- Hafsia Herzi : Djamila Boupacha
- Dominique Reymond : Simone de Beauvoir
- Thomas Jouannet : Claude Faux
- Salah Teskouk : Abdelaziz Boupacha
- Zohra Mouffok : Zoubeida Boupacha
- Sophia Marzouk : Néfissa
- Lara Guirao : Bianca Lamblin
- Magdalena Korpas : Zorika